# Mi niñez (álbum blanco)
Mi Niñez es el sexto disco LP del cantautor Joan Manuel Serrat, editado en 1970 por la compañía discográfica Zafiro/Novola, con arreglos y dirección musical de Ricard Miralles. Este disco también es conocido con el nombre de Disco blanco por el diseño de su portada, Mi niñez corresponde al nombre de la canción que abre la grabación.

## Canciones que componen esta grabación
| Pista | Título                      | Autor              | Tiempo |
| ----- | --------------------------- | ------------------ | ------ |
| 1     | Mi Niñez                    | Joan Manuel Serrat | 5:40   |
| 2     | Señora                      | Joan Manuel Serrat | 3:05   |
| 3     | Cuando me vaya              | Joan Manuel Serrat | 3:20   |
| 4     | Muchacha típica             | Joan Manuel Serrat | 5:12   |
| 5     | Como un gorrión             | Joan Manuel Serrat | 3:08   |
| 6     | ... de cartón piedra        | Joan Manuel Serrat | 4:00   |
| 7     | Los debutantes              | Joan Manuel Serrat | 4:55   |
| 8     | Fiesta                      | Joan Manuel Serrat | 2:30   |
| 9     | Si la muerte pisa mi huerto | Joan Manuel Serrat | 3:00   |
| 10    | Amigo mío                   | Joan Manuel Serrat | 4:10   |

## Historia
Después de una triunfal gira por Latinoamérica, Serrat rápidamente entra a grabar un nuevo disco, esta vez cantado en castellano. El salto cualitativo respecto a su anterior trabajo en este idioma es considerable ya que nos encontramos a un Serrat mucho más maduro y seguro de sí mismo. Es el último de la primera etapa que contó con arreglos y dirección musical de Ricard Miralles, ya que no volverían a reencontrarse hasta 1974 en el disco Canción Infantil (Zafiro / Novola, 1974). Pero antes de esto aquí nos dejó un magnífico trabajo.

## Contenido
Este álbum está lleno de clásicos de la discografía serratiana, quizás por encima de todas la más conocida sea “Señora”. Tema vigoroso y vitalista nos presenta a un Serrat truhan y mordaz que canta a una suegra. Una suegra que representa a los valores tradicionales de la dictadura y es presentada burlonamente con un texto rebosante de ironía. No será el único tema que nos presente al Serrat más incisivo ya que también está en “Muchacha típica”, caricatura de una niña aristócrata llena de humor, o “Fiesta” ejemplo de unificación de las clases sociales para al final volver a la hipocresía con la que viven habitualmente.
También nos encontramos con las canciones más autobiográficas e íntimas. Con una de ellas comienza el álbum, la homónima "Mi niñez". En ella recuerda a sus mascotas, los veranos en Aragón o esos primeros amores. En contraposición tenemos "Si la muerte pisa mi huerto", donde se pregunta cómo será el mundo cuando fallezca pero sin sonar derrotista, tema muy influenciado por la chanson francesa. También sobre la muerte y la huida habla en "Cuando me vaya". Pero si en discos pretéritos la huida significaba una búsqueda de libertad aquí hay más dramatismo en sus palabras.
No podían faltar canciones sobre las relaciones sentimentales, y aquí nos podemos encontrar con "Los debutantes", sobre los primeros juegos amorosos; y "… De cartón piedra", sobre una pasión arrebatadora donde Serrat por primera vez introduce elementos musicales sudamericanos que serán más habituales en su posterior carrera. "Como un gorrión" es un tema dedicado a una muchacha que en Madrid se presentó ante Serrat con esas palabras. Aquí Serrat nos canta las desventuras de una chica para abrirse paso en el mundo del espectáculo de una manera dulce en contraposición a lo que se ronda por ese mundo.

## Críticas
El disco se convirtió en el tercer disco en orden de ventas hasta la fecha. Fue un éxito rotundo y ayudó al cantautor a demostrar de nuevo sus magníficas dotes para escribir canciones propias en castellano desde La Paloma. Es uno de los pocos discos de su época dorada en los que no aparece la adaptación de ningún poema de otros poetas. El disco fue otro éxito mundial.